# Aleurotrachelus globulariae
Aleurotrachelus globulariae là một loài côn trùng cánh nửa trong họ Aleyrodidae, phân họ Aleyrodinae.
Aleurotrachelus globulariae được Goux miêu tả khoa học đầu tiên năm 1942.